# Theo Brokmann
Theo Brokmann (19 settembre 1893 – 28 agosto 1956) è stato un calciatore olandese.

## Carriera
A livello di club, Brokmann ha giocato tra le file dell'Ajax, di cui è il 25º miglior marcatore di sempre a quota 78 goal. Con la squadra della capitale olandese ha vinto due campionati e una KNVB beker.
Ha giocato una partita con la maglia della nazionale olandese, il 9 giugno 1919 ad Amsterdam e vinta per 3-1 contro la Svezia, gara nella quale ha segnato il goal del provvisorio 1-1.

## Statistiche

### Cronologia presenze e reti in Nazionale
| Cronologia completa delle presenze e delle reti in nazionale ― Paesi Bassi | Cronologia completa delle presenze e delle reti in nazionale ― Paesi Bassi | Cronologia completa delle presenze e delle reti in nazionale ― Paesi Bassi | Cronologia completa delle presenze e delle reti in nazionale ― Paesi Bassi | Cronologia completa delle presenze e delle reti in nazionale ― Paesi Bassi | Cronologia completa delle presenze e delle reti in nazionale ― Paesi Bassi | Cronologia completa delle presenze e delle reti in nazionale ― Paesi Bassi | Cronologia completa delle presenze e delle reti in nazionale ― Paesi Bassi |
| Data                                                                       | Città                                                                      | In casa                                                                    | Risultato                                                                  | Ospiti                                                                     | Competizione                                                               | Reti                                                                       | Note                                                                       |
| -------------------------------------------------------------------------- | -------------------------------------------------------------------------- | -------------------------------------------------------------------------- | -------------------------------------------------------------------------- | -------------------------------------------------------------------------- | -------------------------------------------------------------------------- | -------------------------------------------------------------------------- | -------------------------------------------------------------------------- |
| 9-6-1919                                                                   | Amsterdam                                                                  | Paesi Bassi                                                                | 3 – 1                                                                      | Svezia                                                                     | Amichevole                                                                 | 1                                                                          |                                                                            |
| Totale                                                                     |                                                                            | Presenze                                                                   | 1                                                                          |                                                                            | Reti                                                                       | 1                                                                          |                                                                            |

## Palmarès
- Campionati olandesi: 2

Ajax: 1917-1918, 1918-1919
- KNVB beker: 1

Ajax: 1916-1917